# Stilpnomelan
Stilpnomelan – minerał z gromady krzemianów warstwowych. Mika krucha, trioktaedryczna. Jest minerałem łupków krystalicznych facji zieleńcowej, kwarcytów i łupków węglanowych. Bywa składnikiem skał facji łupków glaukofanowych, a także słabo zmetamorfizowanych osadowych złóż żelaza. 

## Występowanie
Występuje koło Zlatych Hor i w Hrabiczowie (Czechy), w Krzywym Rogu na Ukrainie. W Polsce stilpnomelan spotkano w pustkach diabazów występujących między Chełmem a Pomocem koło Jawora. Łupki stilpnomelanowe występują w Rudawach Janowickich. W pegmatytach granitowych Żołkiewki koło Strzegomia wyróżniono czarne i ciemnozielone oraz złocistobrunatne odmiany tego minerału.